# Torneos ATP en 1992
Aquí se reflejan todos los torneos de la ATP disputados durante la temporada tenística de 1992. Aparecen ordenados según su categoría, y en orden de disputa, figurando a su vez el tenista ganador del torneo y el progreso de los jugadores en cada torneo a partir de los cuartos de final. Además se indica para cada torneo el importe económico para premios, la superficie en la que se juega y el número de tenistas participantes.

## Calendario

### Claves
| Grand Slam                          |
| ATP Tour World Championships        |
| ATP Championship Series, una semana |
| ATP Championship Series             |
| Series Mundiales                    |
| Torneos por equipos                 |

### Enero
| Semana                  | Torneo | Campeones | Finalistas                                                                                            | Semifinalistas                    | Cuartos de final                                                              |
| ----------------------- | --- | --- | --- | --------------------------------- | ----------------------------------------------------------------------------- |
| 30 de diciembre         | Copa Hopman Perth, Australia Campeonato Mixto por equipos ITF Dura – 8 equipos | Suiza · 2–1 | Checoslovaquia                                                                                        | Alemania · España                 | Francia · Estados Unidos · Comunidad de Estados Independientes · Países Bajos |
| 30 de diciembre         | Campeonato Australiano Masculino de Pista Dura Adelaida, Australia Series Mundiales 157,500$ Dura | Goran Ivanišević 1–6, 7–6(7–5), 6–4                                                                                                | Christian Bergström                                                                                   | Bryan Shelton Carl-Uwe Steeb      | Marc Rosset Rodolphe Gilbert Thomas Enqvist Olivier Delaître                  |
| 30 de diciembre         | Campeonato Australiano Masculino de Pista Dura Adelaida, Australia Series Mundiales 157,500$ Dura | Goran Ivanišević Marc Rosset 7–6, 7–6                                                                                              | Mark Kratzmann Jason Stoltenberg                                                                      | Bryan Shelton Carl-Uwe Steeb      | Marc Rosset Rodolphe Gilbert Thomas Enqvist Olivier Delaître                  |
| 30 de diciembre         | BP Nationals Championships Wellington, Nueva Zelanda Serie Mundiales ATP 157,500$ Dura | Jeff Tarango 6–1, 6–0, 6–3 | Alexander Volkov                                                                                      | MaliVai Washington Lars Koslowski | Libor Němeček Diego Nargiso Kelly Evernden Paul Haarhuis                      |
| 30 de diciembre         | BP Nationals Championships Wellington, Nueva Zelanda Serie Mundiales ATP 157,500$ Dura | Jared Palmer Jonathan Stark 6–3, 6–3                                                                                               | Michiel Schapers Daniel Vacek                                                                         | MaliVai Washington Lars Koslowski | Libor Němeček Diego Nargiso Kelly Evernden Paul Haarhuis                      |
| 6 de enero              | Benson and Hedges Open Auckland, Nueva Zelanda Series Mundiales 157,500$ Dura | Jaime Yzaga 7–6(8–6) 6–4 | MaliVai Washington                                                                                    | Grant Connell Markus Zoecke       | Kelly Evernden Markus Naewie Alexander Volkov Andrei Cherkasov                |
| 6 de enero              | Benson and Hedges Open Auckland, Nueva Zelanda Series Mundiales 157,500$ Dura | Wayne Ferreira Jim Grabb 6–4 6–3                                                                                                   | Grant Connell Glenn Michibata                                                                         | Grant Connell Markus Zoecke       | Kelly Evernden Markus Naewie Alexander Volkov Andrei Cherkasov                |
| 6 de enero              | NSW Open Sídney, Australia Series Mundiales 235,000$ Dura | Emilio Sánchez Vicario 6–3, 6–4 | Guy Forget                                                                                            | Omar Camporese David Wheaton      | Thomas Muster Christian Bergström Aaron Krickstein Jakob Hlasek               |
| 6 de enero              | NSW Open Sídney, Australia Series Mundiales 235,000$ Dura | Sergio Casal Emilio Sánchez Vicario 3–6, 6–1, 6–4                                                                                  | Scott Davis Kelly Jones                                                                               | Omar Camporese David Wheaton      | Thomas Muster Christian Bergström Aaron Krickstein Jakob Hlasek               |
| 13 de enero 27 de enero | Abierto de Australia Melbourne, Australia Grand Slam 1,895,685$ Dura | Jim Courier 6–3, 3–6, 6–4, 6–2 | Stefan Edberg                                                                                         | Wayne Ferreira Richard Krajicek   | Ivan Lendl John McEnroe Michael Stich Amos Mansdorf                           |
| 13 de enero 27 de enero | Abierto de Australia Melbourne, Australia Grand Slam 1,895,685$ Dura | Todd Woodbridge Mark Woodforde 6–4, 6–3, 6–4                                                                                       | Kelly Jones Rick Leach                                                                                | Wayne Ferreira Richard Krajicek   | Ivan Lendl John McEnroe Michael Stich Amos Mansdorf                           |
| 13 de enero 27 de enero | Abierto de Australia Melbourne, Australia Grand Slam 1,895,685$ Dura | Nicole Provis Mark Woodforde 6–3, 4–6, 11–9                                                                                        | Arantxa Sánchez Vicario Todd Woodbridge                                                               | Wayne Ferreira Richard Krajicek   | Ivan Lendl John McEnroe Michael Stich Amos Mansdorf                           |
| 27 de enero             | Prmera ronda de Copa Davis Bayona, Francia – Moqueta La Haya, Países Bajos – moqueta Rio de Janeiro, Brasil – Tierra batida Bolzano, Italo – Moqueta Nicosia, Chipre – Moqueta Vancouver, Canadá – Moqueta Praga, Checoslovaquia – Moqueta Mauna Lani, HI, Estados Unidos – Dura | Ganadores Francia 5–0 · Suiza 4–1 · Brasil 3–1 · Italia 4–1 · Australia 5–0 · Suecia 3–2 · Checoslovaquia 5–0 · Estados Unidos 5–0 | Perdedores Reino Unido · Países Bajos · Alemania · España · Yugoslavia · Canadá · Bélgica · Argentina |                                   |                                                                               |

### Febrero
| Semana        | Torneo                                                                                          | Campeones                                            | Finalistas                          | Semifinalistas                       | Cuartos de final                                                     |
| ------------- | ----------------------------------------------------------------------------------------------- | ---------------------------------------------------- | ----------------------------------- | ------------------------------------ | -------------------------------------------------------------------- |
| 3 de febrero  | Muratti Time Indoor Milán, Italia ATP Championship Series 565,000$ Moqueta                      | Omar Camporese 3–6, 6–3, 6–4                         | Goran Ivanišević                    | Andrei Cherkasov Stefano Pescosolido | Javier Sánchez Vicario Goran Prpić Gianluca Pozzi Patrick McEnroe    |
| 3 de febrero  | Muratti Time Indoor Milán, Italia ATP Championship Series 565,000$ Moqueta                      | Neil Broad David Macpherson 5–7, 7–5, 6–4            | Sergio Casal Emilio Sánchez Vicario | Andrei Cherkasov Stefano Pescosolido | Javier Sánchez Vicario Goran Prpić Gianluca Pozzi Patrick McEnroe    |
| 3 de febrero  | Abierto de Maceió Maceio, Brasil Series Mundiales 130,000$ Tierra batida                        | Tomás Carbonell 7–6(14–12), 5–7, 6–2                 | Christian Miniussi                  | Francisco Roig Luiz Mattar           | Martín Jaite Gabriel Markus Fernando Meligeni Franco Davín           |
| 3 de febrero  | Abierto de Maceió Maceio, Brasil Series Mundiales 130,000$ Tierra batida                        | Gabriel Markus John Sobel 6–4, 1–6, 7–5              | Ricardo Acioly Mauro Menezes        | Francisco Roig Luiz Mattar           | Martín Jaite Gabriel Markus Fernando Meligeni Franco Davín           |
| 3 de febrero  | Volvo Tennis San Francisco San Francisco, EE. UU. Series Mundiales ATP 225,000$ Dura            | Michael Chang 6–3, 6–3                               | Jim Courier                         | Derrick Rostagno Brad Gilbert        | Wally Masur Jeff Tarango Karsten Braasch Thierry Champion            |
| 3 de febrero  | Volvo Tennis San Francisco San Francisco, EE. UU. Series Mundiales ATP 225,000$ Dura            | Jim Grabb Richey Reneberg 6–4, 7–5                   | Pieter Aldrich Danie Visser         | Derrick Rostagno Brad Gilbert        | Wally Masur Jeff Tarango Karsten Braasch Thierry Champion            |
| 10 de febrero | Bruselas, Bélgica ATP Championship Series 665,000$ Moqueta                                      | Boris Becker 6–7(5–7), 2–6, 7–6(12–10) 7–6(7–5), 7–5 | Jim Courier                         | Stefan Edberg Guy Forget             | Karel Nováček Carl-Uwe Steeb Ivan Lendl Alexander Volkov             |
| 10 de febrero | Bruselas, Bélgica ATP Championship Series 665,000$ Moqueta                                      | Boris Becker John McEnroe 6–3, 6–2                   | Guy Forget Jakob Hlasek             | Stefan Edberg Guy Forget             | Karel Nováček Carl-Uwe Steeb Ivan Lendl Alexander Volkov             |
| 10 de febrero | Federal Express International Memphis, Tennessee, EE. UU. ATP Championship Series 630,000$ Dura | MaliVai Washington 6–3, 6–2                          | Wayne Ferreira                      | Jimmy Connors Amos Mansdorf          | Aaron Krickstein Michiel Schapers Paul Haarhuis Pete Sampras         |
| 10 de febrero | Federal Express International Memphis, Tennessee, EE. UU. ATP Championship Series 630,000$ Dura | Todd Woodbridge Mark Woodforde 7–6, 6–1              | Kevin Curren Gary Muller            | Jimmy Connors Amos Mansdorf          | Aaron Krickstein Michiel Schapers Paul Haarhuis Pete Sampras         |
| 17 de febrero | Eurocard Open Stuttgart, Alemania ATP Championship Series 865,000$ Moqueta                      | Goran Ivanišević 6–7(5–7), 6–3, 6–4, 6–4             | Stefan Edberg                       | Alexander Volkov Petr Korda          | Jim Courier Guy Forget Jan Siemerink Omar Camporese                  |
| 17 de febrero | Eurocard Open Stuttgart, Alemania ATP Championship Series 865,000$ Moqueta                      | Tom Nijssen Cyril Suk 6–3, 6–7, 6–3                  | John Fitzgerald Anders Järryd       | Alexander Volkov Petr Korda          | Jim Courier Guy Forget Jan Siemerink Omar Camporese                  |
| 17 de febrero | U.S. Pro Indoor Filadelfia, EE. UU. ATP Championship Series 865,000$ Moqueta                    | Pete Sampras 6–1, 7–6(7–4), 2–6, 7–6(7–2)            | Amos Mansdorf                       | Francisco Clavet Brad Gilbert        | Jeff Tarango Jim Grabb Paul Haarhuis Aaron Krickstein                |
| 17 de febrero | U.S. Pro Indoor Filadelfia, EE. UU. ATP Championship Series 865,000$ Moqueta                    | Todd Woodbridge Mark Woodforde 7–5, 1–0 ret          | Jim Grabb Richey Reneberg           | Francisco Clavet Brad Gilbert        | Jeff Tarango Jim Grabb Paul Haarhuis Aaron Krickstein                |
| 24 de febrero | Torneo Mundial ABN AMRO Rotterdam, Países Bajos Series Mundiales 475,000$ Moqueta               | Boris Becker 7–6(11–9), 4–6, 6–2                     | Alexander Volkov                    | Paul Haarhuis John McEnroe           | Jan Siemerink Goran Prpić Alex Antonitsch Patrick McEnroe            |
| 24 de febrero | Torneo Mundial ABN AMRO Rotterdam, Países Bajos Series Mundiales 475,000$ Moqueta               | Marc-Kevin Goellner David Prinosil 6–2, 6–7, 7–6     | Paul Haarhuis Mark Koevermans       | Paul Haarhuis John McEnroe           | Jan Siemerink Goran Prpić Alex Antonitsch Patrick McEnroe            |
| 24 de febrero | Tennis Channel Open Scottsdale, Estados Unidos Series Mundiales ATP 235,000$ Dura               | Stefano Pescosolido 6–0, 1–6, 6–4                    | Brad Gilbert                        | MaliVai Washington Andrei Chesnokov  | Emilio Sánchez Vicario Alberto Mancini Cristiano Caratti Marc Rosset |
| 24 de febrero | Tennis Channel Open Scottsdale, Estados Unidos Series Mundiales ATP 235,000$ Dura               | Mark Keil Dave Randall 4–6, 6–1, 6–2                 | Kent Kinnear Sven Salumaa           | MaliVai Washington Andrei Chesnokov  | Emilio Sánchez Vicario Alberto Mancini Cristiano Caratti Marc Rosset |

### Marzo
| Semana      | Torneo | Campeones                                                                           | Finalistas                                                                | Semifinalistas                      | Cuartos de final                                                    |
| ----------- | --- | ----------------------------------------------------------------------------------- | ------------------------------------------------------------------------- | ----------------------------------- | ------------------------------------------------------------------- |
| 2 de marzo  | Masters de Indian Wells Indian Wells, Estados Unidos ATP Championship Series de una semana 825,000$ Dura                                       | Michael Chang 6–3, 6–4, 7–5                                                         | Andrei Chesnokov                                                          | Michael Stich Francisco Clavet      | Emilio Sánchez Vicario Sergi Bruguera Andrei Cherkasov Jakob Hlasek |
| 2 de marzo  | Masters de Indian Wells Indian Wells, Estados Unidos ATP Championship Series de una semana 825,000$ Dura                                       | Steve DeVries David Macpherson 6–3, 2–6, 6–4                                        | Kent Kinnear Sven Salumaa                                                 | Michael Stich Francisco Clavet      | Emilio Sánchez Vicario Sergi Bruguera Andrei Cherkasov Jakob Hlasek |
| 2 de marzo  | Torneo de Copenhague Copenhague Series Mundiales ATP 130,000$ Moqueta                                                                          | Magnus Larsson 6–4, 7–6(7–5)                                                        | Anders Järryd                                                             | Diego Nargiso Christian Saceanu     | Kenneth Carlsen Jacco Eltingh Nicklas Kulti Patrick Baur            |
| 2 de marzo  | Torneo de Copenhague Copenhague Series Mundiales ATP 130,000$ Moqueta                                                                          | Nicklas Kulti Magnus Larsson 6–3, 6–4                                               | Hendrik Jan Davids Libor Pimek                                            | Diego Nargiso Christian Saceanu     | Kenneth Carlsen Jacco Eltingh Nicklas Kulti Patrick Baur            |
| 9 de marzo  | Masters de Miami Cayo Vizcaíno, Estados Unidos ATP Championship Series de una semana 1,325,000$ Dura                                           | Michael Chang 7–5, 7–5                                                              | Alberto Mancini                                                           | Jim Courier Jakob Hlasek            | Diego Nargiso Pete Sampras Richard Krajicek Andrei Cherkasov        |
| 9 de marzo  | Masters de Miami Cayo Vizcaíno, Estados Unidos ATP Championship Series de una semana 1,325,000$ Dura                                           | Ken Flach Todd Witsken 7–6, 6–4                                                     | Kent Kinnear Sven Salumaa                                                 | Jim Courier Jakob Hlasek            | Diego Nargiso Pete Sampras Richard Krajicek Andrei Cherkasov        |
| 16 de marzo | Gran Premio Hassan II Casablanca, Marruecos Series Mundiales ATP 130,000$ Tierra Batida                                                        | Guillermo Pérez Roldán 2–6, 7–5, 6–3                                                | Germán López                                                              | Bart Wuyts Alberto Berasategui      | Younes El Aynaoui Marcelo Filippini Mark Koevermans Luiz Mattar     |
| 16 de marzo | Gran Premio Hassan II Casablanca, Marruecos Series Mundiales ATP 130,000$ Tierra Batida                                                        | Horacio de la Peña Jorge Lozano 2–6, 6–4, 7–6                                       | Ģirts Dzelde T. J. Middleton                                              | Bart Wuyts Alberto Berasategui      | Younes El Aynaoui Marcelo Filippini Mark Koevermans Luiz Mattar     |
| 23 de marzo | Cuartos de Copa Davis Nîmes, Francia – Tierra batida Maceió, Brasil – Tierra batida Lund, Suecia – Moqueta Fort Myers, Florida, EE. UU. – Dura | Ganadores cuartos de final Suiza 3–1 · Brasil 3–1 · Suecia 5–0 · Estados Unidos 3–2 | Perdedores cuartos de final Francia · Italia · Australia · Checoslovaquia |                                     |                                                                     |
| 29 de marzo | Singapore Tennis Open Singapur, Singapur Series Mundiales 240,000$ Dura                                                                        | Simon Youl 6–4, 6–1                                                                 | Paul Haarhuis                                                             | Ramesh Krishnan Alexander Mronz     | Mark Woodforde Kenneth Carlsen Jim Grabb John Fitzgerald            |
| 29 de marzo | Singapore Tennis Open Singapur, Singapur Series Mundiales 240,000$ Dura                                                                        | Todd Woodbridge Mark Woodforde 6–7, 6–2, 6–4                                        | Grant Connell Glenn Michibata                                             | Ramesh Krishnan Alexander Mronz     | Mark Woodforde Kenneth Carlsen Jim Grabb John Fitzgerald            |
| 29 de marzo | Torneo de Estoril Oeiras, Portugal Series Mundiales ATP 465,000$ Tierra Batida                                                                 | Carlos Costa 4–6, 6–2, 6–2                                                          | Sergi Bruguera                                                            | Jordi Arrese Emilio Sánchez Vicario | Ivan Lendl João Cunha-Silva Horacio de la Peña Frédéric Fontang     |
| 29 de marzo | Torneo de Estoril Oeiras, Portugal Series Mundiales ATP 465,000$ Tierra Batida                                                                 | Hendrik Jan Davids Libor Pimek 3–6, 6–3, 7–5                                        | Luke Jensen Laurie Warder                                                 | Jordi Arrese Emilio Sánchez Vicario | Ivan Lendl João Cunha-Silva Horacio de la Peña Frédéric Fontang     |
| 29 de marzo | Abierto de Suráfrica Johanesburgo, Suráfrica Series Mundiales 270,000$ Dura                                                                    | Aaron Krickstein 6–4, 6–4                                                           | Alexander Volkov                                                          | Wayne Ferreira Chris Pridham        | Carl Limberger Xavier Daufresne Gary Muller Kevin Ullyett           |
| 29 de marzo | Abierto de Suráfrica Johanesburgo, Suráfrica Series Mundiales 270,000$ Dura                                                                    | Pieter Aldrich Danie Visser 6–4, 6–4                                                | Wayne Ferreira Piet Norval                                                | Wayne Ferreira Chris Pridham        | Carl Limberger Xavier Daufresne Gary Muller Kevin Ullyett           |

### Abril
| Semana      | Torneo | Campeones                                      | Finalistas                    | Semifinalistas                          | Cuartos de final                                                    |
| ----------- | --- | ---------------------------------------------- | ----------------------------- | --------------------------------------- | ------------------------------------------------------------------- |
| 5 de abril  | Torneo Godó Barcelona, España Championship Series 660,000$ Tierra Batida                                             | Carlos Costa 6–4, 7–6(7–3), 6–4                | Magnus Gustafsson             | Sergi Bruguera Alberto Mancini          | Horst Skoff Jonas Svensson Rodolphe Gilbert Ivan Lendl              |
| 5 de abril  | Torneo Godó Barcelona, España Championship Series 660,000$ Tierra Batida                                             | Andrés Gómez Javier Sánchez Vicario 6–3, 6–1   | Ivan Lendl Karel Nováček      | Sergi Bruguera Alberto Mancini          | Horst Skoff Jonas Svensson Rodolphe Gilbert Ivan Lendl              |
| 5 de abril  | Abierto de Japón Toquio, Japón ATP Championship Series 865,000$ Dura                                                 | Jim Courier 6–4, 6–4, 7–6(7–3)                 | Richard Krajicek              | Stefan Edberg Michael Chang             | Brad Gilbert Michael Stich Todd Woodbridge Amos Mansdorf            |
| 5 de abril  | Abierto de Japón Toquio, Japón ATP Championship Series 865,000$ Dura                                                 | Kelly Jones Rick Leach 6–1, 6–7, 6–4           | John Fitzgerald Anders Järryd | Stefan Edberg Michael Chang             | Brad Gilbert Michael Stich Todd Woodbridge Amos Mansdorf            |
| 13 de abril | Abierto de Salem Hong Kong Series Mundiales 270,000$ Dura                                                            | Jim Courier 7–5, 6–3                           | Michael Chang                 | Brad Gilbert Todd Woodbridge            | Gary Muller Shuzo Matsuoka Jan Siemerink Kevin Curren               |
| 13 de abril | Abierto de Salem Hong Kong Series Mundiales 270,000$ Dura                                                            | Brad Gilbert Jim Grabb 6–2, 6–1                | Byron Black Byron Talbot      | Brad Gilbert Todd Woodbridge            | Gary Muller Shuzo Matsuoka Jan Siemerink Kevin Curren               |
| 13 de abril | Philips Open Niza, Francia Series Mundiales 235,000$ Tierra Batida                                                   | Gabriel Markus 6–4, 6–4                        | Javier Sánchez Vicario        | Pete Sampras Fabrice Santoro            | Henri Leconte Thierry Champion Magnus Larsson Guy Forget            |
| 13 de abril | Philips Open Niza, Francia Series Mundiales 235,000$ Tierra Batida                                                   | Patrick Galbraith Scott Melville 6–1, 3–6, 6–4 | Pieter Aldrich Danie Visser   | Pete Sampras Fabrice Santoro            | Henri Leconte Thierry Champion Magnus Larsson Guy Forget            |
| 13 de abril | USTA Men's Clay Courts Tampa, Florida, Estados Unidos Series Mundiales 235,000$ Tierra batida                        | Jaime Yzaga 3–6, 6–4, 6–1                      | MaliVai Washington            | Claudio Mezzadri Franco Davín           | Marcos Aurelio Górriz Mark Woodforde Marcelo Filippini Andre Agassi |
| 13 de abril | USTA Men's Clay Courts Tampa, Florida, Estados Unidos Series Mundiales 235,000$ Tierra batida                        | Mike Briggs Trevor Kronemann 7–6, 6–7, 6–4     | Luiz Mattar Andrei Olhovskiy  | Claudio Mezzadri Franco Davín           | Marcos Aurelio Górriz Mark Woodforde Marcelo Filippini Andre Agassi |
| 20 de abril | Masters de Monte Carlo Roquebrune-Cap-Martin, Francia ATP Championship Series de una semana 1,020,000$ Tierra Batida | Thomas Muster 6–3, 6–1, 6–3                    | Aaron Krickstein              | Goran Prpić Arnaud Boetsch              | Andrei Chesnokov Michael Stich Mikael Tillström Carl-Uwe Steeb      |
| 20 de abril | Masters de Monte Carlo Roquebrune-Cap-Martin, Francia ATP Championship Series de una semana 1,020,000$ Tierra Batida | Boris Becker Michael Stich 3–6, 6–1, 6–4       | Petr Korda Karel Nováček      | Goran Prpić Arnaud Boetsch              | Andrei Chesnokov Michael Stich Mikael Tillström Carl-Uwe Steeb      |
| 20 de abril | Abierto de Seúl Seúl, Corea del Sur Series Mundiales 145,000$ Dura                                                   | Shuzo Matsuoka 6–3, 4–6, 7–5                   | Todd Woodbridge               | Gianluca Pozzi Patrik Kühnen            | John Fitzgerald Guillaume Raoux Alexander Mronz Gary Muller         |
| 20 de abril | Abierto de Seúl Seúl, Corea del Sur Series Mundiales 145,000$ Dura                                                   | Kevin Curren Gary Muller 7–6, 6–4              | Kelly Evernden Brad Pearce    | Gianluca Pozzi Patrik Kühnen            | John Fitzgerald Guillaume Raoux Alexander Mronz Gary Muller         |
| 27 de abril | BMW Open Múnich, Alemania Series Mundiales ATP 275 000$ Tierra Batida                                                | Magnus Larsson 6–4, 4–6, 6–1                   | Petr Korda                    | Markus Naewie Bernd Karbacher           | Michael Stich Andrei Medvedev Karel Nováček Nicklas Kulti           |
| 27 de abril | BMW Open Múnich, Alemania Series Mundiales ATP 275 000$ Tierra Batida                                                | David Adams Menno Oosting 3–6, 7–5, 6–3        | Tomáš Anzari Carl Limberger   | Markus Naewie Bernd Karbacher           | Michael Stich Andrei Medvedev Karel Nováček Nicklas Kulti           |
| 27 de abril | AT&T Challenge Atlanta, EE. UU. Series Mundiales ATP 235,000$ Tierra batida                                          | Andre Agassi 7–5, 6–4                          | Pete Sampras                  | Todd Witsken Pablo Arraya               | Jimmy Connors Francisco Roig Alexander Volkov Jacco Eltingh         |
| 27 de abril | AT&T Challenge Atlanta, EE. UU. Series Mundiales ATP 235,000$ Tierra batida                                          | Steve DeVries David Macpherson 6–3, 6–3        | Mark Keil Dave Randall        | Todd Witsken Pablo Arraya               | Jimmy Connors Francisco Roig Alexander Volkov Jacco Eltingh         |
| 27 de abril | Trofeo Villa de Madrid Madrid, España Series Mundiales 700,000$ Tierra batida                                        | Sergi Bruguera 7–6(8–6), 6–2, 6–2              | Carlos Costa                  | Francisco Clavet Javier Sánchez Vicario | Arnaud Boetsch Alberto Mancini Marc Rosset Jordi Arrese             |
| 27 de abril | Trofeo Villa de Madrid Madrid, España Series Mundiales 700,000$ Tierra batida                                        | Patrick Galbraith Patrick McEnroe 6–3, 6–2     | Francisco Clavet Carlos Costa | Francisco Clavet Javier Sánchez Vicario | Arnaud Boetsch Alberto Mancini Marc Rosset Jordi Arrese             |

### Mayo
| Semana                | Torneo | Campeones                                         | Finalistas                          | Semifinalistas             | Cuartos de final                                              |
| --------------------- | --- | ------------------------------------------------- | ----------------------------------- | -------------------------- | ------------------------------------------------------------- |
| 4 de mayo             | Masters de Hamburgo Hamburgo, Alemania ATP Championship Series de una semana 1,000,000$ Tierra batida         | Stefan Edberg 5–7, 6–4, 6–1                       | Michael Stich                       | Carlos Costa Boris Becker  | Omar Camporese Paul Haarhuis Richard Krajicek Karel Nováček   |
| 4 de mayo             | Masters de Hamburgo Hamburgo, Alemania ATP Championship Series de una semana 1,000,000$ Tierra batida         | Sergio Casal Emilio Sánchez Vicario 6–3, 3–6, 6–4 | Carl-Uwe Steeb Michael Stich        | Carlos Costa Boris Becker  | Omar Camporese Paul Haarhuis Richard Krajicek Karel Nováček   |
| 4 de mayo             | U.S. Men's Clay Court Championships Charlotte (Carolina del Norte), US Series Mndiales 275,000$ Tierra batida | MaliVai Washington 6–3, 6–3                       | Claudio Mezzadri                    | Jeff Tarango Luiz Mattar   | Aaron Krickstein Franco Davín Richard Fromberg Mark Woodforde |
| 4 de mayo             | U.S. Men's Clay Court Championships Charlotte (Carolina del Norte), US Series Mndiales 275,000$ Tierra batida | Steve DeVries David Macpherson 6–4 7–6            | Bret Garnett Jared Palmer           | Jeff Tarango Luiz Mattar   | Aaron Krickstein Franco Davín Richard Fromberg Mark Woodforde |
| 11 de mayo            | Abierto de Italia Roma, Italia ATP Championship Series de una semana 1,125,000$ Tierra Batida                 | Jim Courier 7–6(7–3), 6–0, 6–4                    | Carlos Costa                        | Carl-Uwe Steeb Petr Korda  | Christian Miniussi Michael Chang Jaime Yzaga Pete Sampras     |
| 11 de mayo            | Abierto de Italia Roma, Italia ATP Championship Series de una semana 1,125,000$ Tierra Batida                 | Jakob Hlasek Marc Rosset 6–4, 3–6, 6–1            | Wayne Ferreira Mark Kratzmann       | Carl-Uwe Steeb Petr Korda  | Christian Miniussi Michael Chang Jaime Yzaga Pete Sampras     |
| 18 de mayo            | Internazionali Cassa di Risparmio Bolonia, Italia Series Mundailes 240,000$ Tierra Batida                     | Jaime Oncins 6–2, 6–4                             | Renzo Furlan                        | Andrés Gómez Bart Wuyts    | Lars Koslowski Claudio Pistolesi Franco Davín Slava Doseděl   |
| 18 de mayo            | Internazionali Cassa di Risparmio Bolonia, Italia Series Mundailes 240,000$ Tierra Batida                     | Luke Jensen Laurie Warder 6–2, 6–3                | Javier Frana Javier Sánchez Vicario | Andrés Gómez Bart Wuyts    | Lars Koslowski Claudio Pistolesi Franco Davín Slava Doseděl   |
| 25 de mayo 7 de junio | Roland Garros París, Francia Grand Slam 3,797,528$ Tierra Batida                                              | Jim Courier 7–5, 6–2, 6–1                         | Petr Korda                          | Andre Agassi Henri Leconte | Goran Ivanišević Pete Sampras Nicklas Kulti Andrei Cherkasov  |
| 25 de mayo 7 de junio | Roland Garros París, Francia Grand Slam 3,797,528$ Tierra Batida                                              | Jakob Hlasek Marc Rosset 7–6, 6–7, 7–5            | David Adams Andrei Olhovskiy        | Andre Agassi Henri Leconte | Goran Ivanišević Pete Sampras Nicklas Kulti Andrei Cherkasov  |
| 25 de mayo 7 de junio | Roland Garros París, Francia Grand Slam 3,797,528$ Tierra Batida                                              | Arantxa Sánchez Vicario Todd Woodbridge 6–2, 6–3  | Lori McNeil Bryan Shelton           | Andre Agassi Henri Leconte | Goran Ivanišević Pete Sampras Nicklas Kulti Andrei Cherkasov  |

### Junio
| Semana                 | Torneo                                                                                             | Campeones                                            | Finalistas                                               | Semifinalistas                | Cuartos de final                                                |
| ---------------------- | -------------------------------------------------------------------------------------------------- | ---------------------------------------------------- | -------------------------------------------------------- | ----------------------------- | --------------------------------------------------------------- |
| 8 de junio             | Continental Grass Court Championship Rosmalen, Países Bajos Series Mundiales 235,000$ Hierba       | Michael Stich 6–4, 7–5                               | Jonathan Stark                                           | John McEnroe Michiel Schapers | Richey Reneberg Alexander Volkov Henrik Holm Richard Krajicek   |
| 8 de junio             | Continental Grass Court Championship Rosmalen, Países Bajos Series Mundiales 235,000$ Hierba       | Jim Grabb Richey Reneberg 6–4, 6–7, 6–4              | John McEnroe Michael Stich                               | John McEnroe Michiel Schapers | Richey Reneberg Alexander Volkov Henrik Holm Richard Krajicek   |
| 8 de junio             | Torneo Internazionali "Citta di Firenze" Florencia, Italia Series Mundiales 235,500$ Tierra batida | Magnus Gustafsson Marcelo Filippini                  | Luiz Mattar Francisco Yunis Franco Davín Fabrice Santoro |                               |                                                                 |
| 8 de junio             | Torneo Internazionali "Citta di Firenze" Florencia, Italia Series Mundiales 235,500$ Tierra batida | Marcelo Filippini Luiz Mattar 6–4, 6–7, 6–4          | Luiz Mattar Francisco Yunis Franco Davín Fabrice Santoro | Royce Deppe Brent Haygarth    |                                                                 |
| 8 de junio             | Stella Artois Championships Londres, Gran Bretaña Series Mundiales ATP 475,000$ Hierba             | Wayne Ferreira 6–3, 6–4                              | Shuzo Matsuoka                                           | Stefan Edberg Brad Gilbert    | Pat Cash Guillaume Raoux Jason Stoltenberg Pete Sampras         |
| 8 de junio             | Stella Artois Championships Londres, Gran Bretaña Series Mundiales ATP 475,000$ Hierba             | John Fitzgerald Anders Järryd 7–6, 2–6, 16–14        | Goran Ivanišević Diego Nargiso                           | Stefan Edberg Brad Gilbert    | Pat Cash Guillaume Raoux Jason Stoltenberg Pete Sampras         |
| 15 de junio            | Hypo Group Tennis International Génova, Italia Series Mundiales $235,000 Tierra batida             | Andrei Medvedev 6–3, 6–4                             | Guillermo Pérez Roldán                                   | Marcelo Filippini Horst Skoff | Jaime Oncins Magnus Gustafsson Marcos Aurelio Górriz Paolo Canè |
| 15 de junio            | Hypo Group Tennis International Génova, Italia Series Mundiales $235,000 Tierra batida             | Shelby Cannon Greg Van Emburgh 6–1, 6–1              | Paul Haarhuis Mark Koevermans                            | Marcelo Filippini Horst Skoff | Jaime Oncins Magnus Gustafsson Marcos Aurelio Górriz Paolo Canè |
| 15 de junio            | Abierto de Manchester Manchester, Gran Bretaña Series Mundiales ATP 235 000$ Hierba                | Jacco Eltingh 6–3, 6–4                               | MaliVai Washington                                       | Wally Masur Luis Herrera      | Jeff Tarango Arne Thoms Simon Youl Brad Gilbert                 |
| 15 de junio            | Abierto de Manchester Manchester, Gran Bretaña Series Mundiales ATP 235 000$ Hierba                | Patrick Galbraith David Macpherson 4–6, 6–3, 6–2     | Jeremy Bates Laurie Warder                               | Wally Masur Luis Herrera      | Jeff Tarango Arne Thoms Simon Youl Brad Gilbert                 |
| 22 de junio 5 de julio | Torneo de Wimbledon Londres, Gran Bretaña Grand Slam 3,654,296$ Hierba                             | ' Andre Agassi 6–7(8–10), 6–4, 6–4, 1–6, 6–4         | Goran Ivanišević                                         | John McEnroe Pete Sampras     | Guy Forget Boris Becker Michael Stich Stefan Edberg             |
| 22 de junio 5 de julio | Torneo de Wimbledon Londres, Gran Bretaña Grand Slam 3,654,296$ Hierba                             | John McEnroe Michael Stich 5–7, 7–6, 3–6, 7–6, 19–17 | Jim Grabb Richey Reneberg                                | John McEnroe Pete Sampras     | Guy Forget Boris Becker Michael Stich Stefan Edberg             |
| 22 de junio 5 de julio | Torneo de Wimbledon Londres, Gran Bretaña Grand Slam 3,654,296$ Hierba                             | Larisa Neiland Cyril Suk 7–6(7–2), 6–2               | Miriam Oremans Jacco Eltingh                             | John McEnroe Pete Sampras     | Guy Forget Boris Becker Michael Stich Stefan Edberg             |

### Julio
| Semana      | Torneo | Campeones                                         | Finalistas                            | Semifinalistas                      | Cuartos de final                                                     |
| ----------- | --- | ------------------------------------------------- | ------------------------------------- | ----------------------------------- | -------------------------------------------------------------------- |
| 6 de julio  | Abierto Investor de Båstad Bastad, Suecia Series Mundiales ATP 235,000$ Tierra Batida                               | Magnus Gustafsson 5–7, 7–5, 6–4                   | Tomás Carbonell                       | Guillermo Pérez Roldán Jordi Arrese | Arnaud Boetsch Magnus Larsson Christian Bergström Thomas Enqvist     |
| 6 de julio  | Abierto Investor de Båstad Bastad, Suecia Series Mundiales ATP 235,000$ Tierra Batida                               | Tomás Carbonell Christian Miniussi 6–4, 7–5       | Christian Bergström Magnus Gustafsson | Guillermo Pérez Roldán Jordi Arrese | Arnaud Boetsch Magnus Larsson Christian Bergström Thomas Enqvist     |
| 6 de julio  | Abierto RADO Gstaad, Suiza Series Mundiales ATP 300,000$ Tierra Batida                                              | Sergi Bruguera 6–1, 6–4                           | Francisco Clavet                      | Fabrice Santoro Gabriel Markus      | Karel Nováček Emilio Sánchez Vicario Goran Ivanišević Michael Chang  |
| 6 de julio  | Abierto RADO Gstaad, Suiza Series Mundiales ATP 300,000$ Tierra Batida                                              | Hendrik Jan Davids Libor Pimek W/O                | Petr Korda Cyril Suk                  | Fabrice Santoro Gabriel Markus      | Karel Nováček Emilio Sánchez Vicario Goran Ivanišević Michael Chang  |
| 6 de julio  | Miller Lite Hall of Fame Championships Newport, Estados Unidos Series Mundiales ATP 175,000$ Hierba                 | Bryan Shelton 6–4, 6–4                            | Alex Antonitsch                       | Neil Borwick Javier Frana           | Brian MacPhie Christo van Rensburg Jonathan Stark Sandon Stolle      |
| 6 de julio  | Miller Lite Hall of Fame Championships Newport, Estados Unidos Series Mundiales ATP 175,000$ Hierba                 | Royce Deppe David Rikl 6–4, 6–4                   | Paul Annacone David Wheaton           | Neil Borwick Javier Frana           | Brian MacPhie Christo van Rensburg Jonathan Stark Sandon Stolle      |
| 13 de julio | Mercedes Cup Stuttgart, Alemania ATP Championship Series 865,000$ Tierra Batida                                     | Andrei Medvedev 6–1, 6–4, 6–7(5–7), 2–6, 6–1      | Wayne Ferreira                        | Thomas Muster Karel Nováček         | Stefan Edberg Bernd Karbacher Carlos Costa Goran Ivanišević          |
| 13 de julio | Mercedes Cup Stuttgart, Alemania ATP Championship Series 865,000$ Tierra Batida                                     | Glenn Layendecker Byron Talbot 6–3, 7–6           | Marc Rosset Javier Sánchez Vicario    | Thomas Muster Karel Nováček         | Stefan Edberg Bernd Karbacher Carlos Costa Goran Ivanišević          |
| 13 de julio | NationsBank Classic Washington D.C., Estados Unidos Championship Series 490,000$ Dura                               | Petr Korda 6–4, 6–4                               | Henrik Holm                           | MaliVai Washington Derrick Rostagno | Amos Mansdorf Guillaume Raoux Ivan Lendl Gary Muller                 |
| 13 de julio | NationsBank Classic Washington D.C., Estados Unidos Championship Series 490,000$ Dura                               | Bret Garnett Jared Palmer 6–2, 6–3                | Ken Flach Todd Witsken                | MaliVai Washington Derrick Rostagno | Amos Mansdorf Guillaume Raoux Ivan Lendl Gary Muller                 |
| 20 de julio | Abierto de Canadá Montreal, Canadá ATP Championship Series de una semana $1,025,000 Dura                            | Andre Agassi 3–6, 6–2, 6–0                        | Ivan Lendl                            | Wally Masur MaliVai Washington      | Petr Korda John McEnroe Aaron Krickstein Amos Mansdorf               |
| 20 de julio | Abierto de Canadá Montreal, Canadá ATP Championship Series de una semana $1,025,000 Dura                            | Patrick Galbraith Danie Visser 7–5, 6–4           | Andre Agassi John McEnroe             | Wally Masur MaliVai Washington      | Petr Korda John McEnroe Aaron Krickstein Amos Mansdorf               |
| 20 de julio | Abierto de Países Bajos Hilversum, Países Bajos Series Mundiales 225,000$ Tierra batida                             | Karel Nováček 6–2, 6–3, 2–6, 7–5                  | Jordi Arrese                          | Fabrice Santoro Mikael Tillström    | Jan Siemerink Jacco Eltingh Mark Koevermans Bart Wuyts               |
| 20 de julio | Abierto de Países Bajos Hilversum, Países Bajos Series Mundiales 225,000$ Tierra batida                             | Paul Haarhuis Mark Koevermans 6–7, 6–1, 6–4       | Mårten Renström Mikael Tillström      | Fabrice Santoro Mikael Tillström    | Jan Siemerink Jacco Eltingh Mark Koevermans Bart Wuyts               |
| 20 de julio | Generali Open Kitzbühel, Austria Series Mundiales 355,000$ Tierra Batida                                            | Pete Sampras 6–3, 7–5, 6–3                        | Alberto Mancini                       | Thomas Muster Marcelo Filippini     | Diego Pérez Martin Střelba Emilio Sánchez Vicario Gabriel Markus     |
| 20 de julio | Generali Open Kitzbühel, Austria Series Mundiales 355,000$ Tierra Batida                                            | Sergio Casal Emilio Sánchez Vicario 6–7, 7–5, 6–3 | Horacio de la Peña Vojtěch Flégl      | Thomas Muster Marcelo Filippini     | Diego Pérez Martin Střelba Emilio Sánchez Vicario Gabriel Markus     |
| 27 de julio | Juegos Olímpicos de Barcelona Barcelona, España Juegos Olímpicos Tierra batida                                      | Marc Rosset 7–6(7–2), 6–4, 3–6, 4–6, 8–6          | Jordi Arrese                          | Goran Ivanišević Andrei Cherkasov   | Emilio Sánchez Vicario Fabrice Santoro Jaime Oncins Leonardo Lavalle |
| 27 de julio | Juegos Olímpicos de Barcelona Barcelona, España Juegos Olímpicos Tierra batida                                      | Boris Becker Michael Stich 7–6, 4–6, 7–6, 6–3     | Wayne Ferreira Piet Norval            | Goran Ivanišević Andrei Cherkasov   | Emilio Sánchez Vicario Fabrice Santoro Jaime Oncins Leonardo Lavalle |
| 27 de julio | Internazionali di Tennis di San Marino Ciudad de San Marino, San Marino Series Mundiales ATP 235,000$ Tierra Batida | Karel Nováček 7–5, 6–2                            | Francisco Clavet                      | Lars Jönsson Ronald Agénor          | Bart Wuyts Germán López Francisco Montana Mikael Tillström           |
| 27 de julio | Internazionali di Tennis di San Marino Ciudad de San Marino, San Marino Series Mundiales ATP 235,000$ Tierra Batida | Nicklas Kulti Mikael Tillström 6–2, 6–2           | Cristian Brandi Federico Mordegan     | Lars Jönsson Ronald Agénor          | Bart Wuyts Germán López Francisco Montana Mikael Tillström           |

### Agosto
| Semana                        | Torneo                                                                                        | Campeones                                    | Finalistas                          | Semifinalistas                          | Cuartos de final                                                             |
| ----------------------------- | --------------------------------------------------------------------------------------------- | -------------------------------------------- | ----------------------------------- | --------------------------------------- | ---------------------------------------------------------------------------- |
| 3 de agosto                   | Volvo Tennis/Los Angeles Los Ángeles, Estados Unidos Series Mundiales ATP 235,000$ Dura       | Richard Krajicek 6–4, 2–6, 6–4               | Mark Woodforde                      | Aaron Krickstein Sandon Stolle          | Gianluca Pozzi Jimmy Connors Richey Reneberg Jeff Tarango                    |
| 3 de agosto                   | Volvo Tennis/Los Angeles Los Ángeles, Estados Unidos Series Mundiales ATP 235,000$ Dura       | Patrick Galbraith Jim Pugh 7–6, 7–6          | Francisco Montana David Wheaton     | Aaron Krickstein Sandon Stolle          | Gianluca Pozzi Jimmy Connors Richey Reneberg Jeff Tarango                    |
| 10 de agosto                  | Thriftway ATP Championships Mason, EE. UU. ATP Super 9 1,400,000$ Dura                        | Pete Sampras 6–3, 3–6, 6–3                   | Ivan Lendl                          | Michael Chang Stefan Edberg             | David Wheaton Jaime Yzaga Petr Korda Jim Grabb                               |
| 10 de agosto                  | Thriftway ATP Championships Mason, EE. UU. ATP Super 9 1,400,000$ Dura                        | Todd Woodbridge Mark Woodforde 7–6, 6–4      | Patrick McEnroe Jonathan Stark      | Michael Chang Stefan Edberg             | David Wheaton Jaime Yzaga Petr Korda Jim Grabb                               |
| 10 de agosto                  | Abierto de Checoslovaquia Praga, República Checa ATP Series Mundiales 320,000$ Tierra Batida  | Karel Nováček 6–1, 6–1                       | Franco Davín                        | David Rikl Guillermo Pérez Roldán       | Diego Pérez Richard Fromberg Vladimir Gabrichidze Jonas Svensson             |
| 10 de agosto                  | Abierto de Checoslovaquia Praga, República Checa ATP Series Mundiales 320,000$ Tierra Batida  | Karel Nováček Branislav Stankovič 7–5, 6–1   | Jonas Björkman Jon Ireland          | David Rikl Guillermo Pérez Roldán       | Diego Pérez Richard Fromberg Vladimir Gabrichidze Jonas Svensson             |
| 17 de agosto                  | RCA Championships Indianápolis, Estados Unidos Championship Series 865,000$ Dura              | Pete Sampras 6–4, 6–4                        | Jim Courier                         | Todd Martin Boris Becker                | Brett Steven Francisco Clavet Jimmy Connors Thomas Enqvist                   |
| 17 de agosto                  | RCA Championships Indianápolis, Estados Unidos Championship Series 865,000$ Dura              | Jim Grabb Richey Reneberg 4–6, 6–2, 7–6      | Grant Connell Glenn Michibata       | Todd Martin Boris Becker                | Brett Steven Francisco Clavet Jimmy Connors Thomas Enqvist                   |
| 17 de agosto                  | Volvo International New Haven, EE. UU. ATP Championship Series 865,000$ Dura                  | Stefan Edberg 7–6(7–4) 6–1                   | MaliVai Washington                  | Ivan Lendl Fabrice Santoro              | Guy Forget Michael Chang Petr Korda Goran Ivanišević                         |
| 17 de agosto                  | Volvo International New Haven, EE. UU. ATP Championship Series 865,000$ Dura                  | Kelly Jones Rick Leach 7–5 4–6 7–5           | Patrick McEnroe Jared Palmer        | Ivan Lendl Fabrice Santoro              | Guy Forget Michael Chang Petr Korda Goran Ivanišević                         |
| 24 de agosto                  | Waldbaum's Hamlet Cup Long Island, EE. UU. Series Mundiales 235,000$ Dura                     | Petr Korda 6–2, 6–2                          | Ivan Lendl                          | Stefan Edberg Michael Chang             | Carsten Arriens Stefano Pescosolido Boris Becker Alexander Volkov            |
| 24 de agosto                  | Waldbaum's Hamlet Cup Long Island, EE. UU. Series Mundiales 235,000$ Dura                     | Francisco Montana Greg Van Emburgh 6–4, 6–2  | Gianluca Pozzi Olli Rahnasto        | Stefan Edberg Michael Chang             | Carsten Arriens Stefano Pescosolido Boris Becker Alexander Volkov            |
| 24 de agosto                  | OTB International Schenectady, Nueva York, USA Series Mundiales 130,000$ Dura                 | Wayne Ferreira 6–2, 6–7(5–7), 6–2            | Jamie Morgan                        | Andrei Chesnokov Emilio Sánchez Vicario | Andrei Olhovskiy Richard Fromberg Francisco Clavet Paul Haarhuis             |
| 24 de agosto                  | OTB International Schenectady, Nueva York, USA Series Mundiales 130,000$ Dura                 | Jacco Eltingh Paul Haarhuis 6–3, 6–4         | Sergio Casal Emilio Sánchez Vicario | Andrei Chesnokov Emilio Sánchez Vicario | Andrei Olhovskiy Richard Fromberg Francisco Clavet Paul Haarhuis             |
| 24 de agosto                  | Campeonato Internacional de Croacia Umag, Croacia Series Mundiales ATP 235,000$ Tierra Batida | Thomas Muster 6–1, 4–6, 6–4                  | Franco Davín                        | Jordi Arrese Horst Skoff                | Guillermo Pérez Roldán José Francisco Altur Andrei Medvedev Claudio Mezzadri |
| 24 de agosto                  | Campeonato Internacional de Croacia Umag, Croacia Series Mundiales ATP 235,000$ Tierra Batida | David Prinosil Richard Vogel 6–3, 6–7, 7–6   | Sander Groen Lars Koslowski         | Jordi Arrese Horst Skoff                | Guillermo Pérez Roldán José Francisco Altur Andrei Medvedev Claudio Mezzadri |
| 31 de agosto 13 de septiembre | Abierto de Estados Unidos Flushing, New York, Estados Unidos Grand Slam 3,566,400$ Dura       | Stefan Edberg 3–6, 6–4, 7–6(7–5), 6–2        | Pete Sampras                        | Jim Courier Michael Chang               | Andre Agassi Alexander Volkov Wayne Ferreira Ivan Lendl                      |
| 31 de agosto 13 de septiembre | Abierto de Estados Unidos Flushing, New York, Estados Unidos Grand Slam 3,566,400$ Dura       | Jim Grabb Richey Reneberg 3–6, 7–6, 6–3, 6–3 | Kelly Jones Rick Leach              | Jim Courier Michael Chang               | Andre Agassi Alexander Volkov Wayne Ferreira Ivan Lendl                      |
| 31 de agosto 13 de septiembre | Abierto de Estados Unidos Flushing, New York, Estados Unidos Grand Slam 3,566,400$ Dura       | Nicole Provis Mark Woodforde 4–6, 6–3, 6–3   | Helena Suková Tom Nijssen           | Jim Courier Michael Chang               | Andre Agassi Alexander Volkov Wayne Ferreira Ivan Lendl                      |

### Septiembre
| Semana           | Torneo                                                                                       | Campeones                                                | Finalistas                                 | Semifinalistas                         | Cuartos de final                                                    |
| ---------------- | -------------------------------------------------------------------------------------------- | -------------------------------------------------------- | ------------------------------------------ | -------------------------------------- | ------------------------------------------------------------------- |
| 14 de septiembre | Grand Prix Passing Shot Burdeos, Francia Series Mundailes 300,000$ Tierra batida             | Andrei Medvedev 6–3, 1–6, 6–2                            | Sergi Bruguera                             | Cédric Pioline Rodolphe Gilbert        | Ivan Lendl Germán López Guy Forget Carlos Costa                     |
| 14 de septiembre | Grand Prix Passing Shot Burdeos, Francia Series Mundailes 300,000$ Tierra batida             | Sergio Casal Emilio Sánchez Vicario 6–1, 6–4             | Arnaud Boetsch Guy Forget                  | Cédric Pioline Rodolphe Gilbert        | Ivan Lendl Germán López Guy Forget Carlos Costa                     |
| 14 de septiembre | Gran Premio de Colonia Colonia, Alemania ATP Series Mundiales 240,000$ Tierra batida         | Bernd Karbacher 7–6(7–4), 6–4                            | Marcos Ondruska                            | Javier Sánchez Vicario Karsten Braasch | Thomas Muster Renzo Furlan Marcelo Filippini Jan Gunnarsson         |
| 14 de septiembre | Gran Premio de Colonia Colonia, Alemania ATP Series Mundiales 240,000$ Tierra batida         | Horacio de la Peña Gustavo Luza 6–7, 6–0, 6–2            | Ronnie Båthman Libor Pimek                 | Javier Sánchez Vicario Karsten Braasch | Thomas Muster Renzo Furlan Marcelo Filippini Jan Gunnarsson         |
| 21 de septiembre | Copa Davis Semifinales Geneva, Suiza – Moqueta Minneapolis, EE. UU. – Tierra batida          | Ganadores de la semifinal Suiza 5–0 · Estados Unidos 4–1 | Perdedores de la semifinal Brasil · Suecia |                                        |                                                                     |
| 28 de septiembre | Davidoff Swiss Indoors Basilea, Suiza Series Mundiales ATP 700,000$ Dura                     | Boris Becker 3–6, 6–3, 6–2, 6–4                          | Petr Korda                                 | Ivan Lendl Marc Rosset                 | Cédric Pioline Andrei Chesnokov Peter Lundgren Amos Mansdorf        |
| 28 de septiembre | Tom Nijssen Cyril Suk 6–3, 6–4                                                               | Karel Nováček David Rikl                                 |                                            | Ivan Lendl Marc Rosset                 | Cédric Pioline Andrei Chesnokov Peter Lundgren Amos Mansdorf        |
| 28 de septiembre | Campionati Internazionali di Sicilia Palermo, Italia Series Mundiales 285,000$ Tierra batida | Sergi Bruguera 6–1, 6–3                                  | Emilio Sánchez Vicario                     | Renzo Furlan Francisco Clavet          | Guillermo Pérez Roldán Tomás Carbonell Horst Skoff Frédéric Fontang |
| 28 de septiembre | Campionati Internazionali di Sicilia Palermo, Italia Series Mundiales 285,000$ Tierra batida | Johan Donar Ola Jonsson 5–7, 6–3, 6–4                    | Horacio de la Peña Vojtěch Flégl           | Renzo Furlan Francisco Clavet          | Guillermo Pérez Roldán Tomás Carbonell Horst Skoff Frédéric Fontang |
| 28 de septiembre | Abierto de Queensland, Australia ATP World Series 235,000$ Dura                              | Guillaume Raoux 6–4, 7–6(12–10)                          | Kenneth Carlsen                            | Diego Nargiso Thomas Högstedt          | Neil Borwick Lars-Anders Wahlgren Jonathan Stark Jim Grabb          |
| 28 de septiembre | Abierto de Queensland, Australia ATP World Series 235,000$ Dura                              | Steve DeVries David Macpherson 6–4, 6–4                  | Patrick McEnroe Jonathan Stark             | Diego Nargiso Thomas Högstedt          | Neil Borwick Lars-Anders Wahlgren Jonathan Stark Jim Grabb          |

### Octubre
| Semana        | Torneo                                                                                         | Campeones                                     | Finalistas                        | Semifinalistas                          | Cuartos de final                                                |
| ------------- | ---------------------------------------------------------------------------------------------- | --------------------------------------------- | --------------------------------- | --------------------------------------- | --------------------------------------------------------------- |
| 5 de octubre  | Internacional de Atenas Atenas, Greca Series Mundiales 130,000$ Tierra batida                  | Jordi Arrese 7–5, 3–0 ret.                    | Sergi Bruguera                    | Javier Sánchez Vicario Francisco Clavet | Magnus Gustafsson Milen Velev Martín Jaite Marc-Kevin Goellner  |
| 5 de octubre  | Internacional de Atenas Atenas, Greca Series Mundiales 130,000$ Tierra batida                  | Tomás Carbonell Francisco Roig 6–3, 6–4       | Marcelo Filippini Mark Koevermans | Javier Sánchez Vicario Francisco Clavet | Magnus Gustafsson Milen Velev Martín Jaite Marc-Kevin Goellner  |
| 5 de octubre  | Gran Premio de Tenis de Toulousse Toulousse, Francia Series Mundiales ATP 275,000$ Dura        | Guy Forget 6–3, 6–2                           | Petr Korda                        | Jan Siemerink Arnaud Boetsch            | Jonas Svensson Brad Gilbert Christian Bergström Andrei Medvedev |
| 5 de octubre  | Gran Premio de Tenis de Toulousse Toulousse, Francia Series Mundiales ATP 275,000$ Dura        | Brad Pearce Byron Talbot 6–1, 3–6, 6–3        | Guy Forget Henri Leconte          | Jan Siemerink Arnaud Boetsch            | Jonas Svensson Brad Gilbert Christian Bergström Andrei Medvedev |
| 5 de octubre  | Australian Indoor Tennis Championships Sydney, Australia ATP Championship Series 825,000$ Dura | Goran Ivanišević 6–4, 6–2, 6–4                | Stefan Edberg                     | Henrik Holm Richard Krajicek            | John McEnroe Patrik Kühnen Ivan Lendl Paul Haarhuis             |
| 5 de octubre  | Australian Indoor Tennis Championships Sydney, Australia ATP Championship Series 825,000$ Dura | Patrick McEnroe Jonathan Stark 7–6, 6–3       | Jim Grabb Richey Reneberg         | Henrik Holm Richard Krajicek            | John McEnroe Patrik Kühnen Ivan Lendl Paul Haarhuis             |
| 12 de octubre | Tokyo Indoor Toquio, Japón ATP Championship Series 825,000$ Moqueta                            | Ivan Lendl 7–6(9–7), 6–4                      | Henrik Holm                       | Alexander Volkov Michael Chang          | Stefan Edberg Wayne Ferreira Goran Ivanišević Kenny Thorne      |
| 12 de octubre | Tokyo Indoor Toquio, Japón ATP Championship Series 825,000$ Moqueta                            | Todd Woodbridge Mark Woodforde 7–6, 7–6       | Jim Grabb Richey Reneberg         | Alexander Volkov Michael Chang          | Stefan Edberg Wayne Ferreira Goran Ivanišević Kenny Thorne      |
| 12 de octubre | Torneo de Tel Aviv Tel Aviv, Israel Series Mundiales 130,000$ Dura                             | Jeff Tarango 4–6, 6–3, 6–4                    | Stéphane Simian                   | Thomas Muster João Cunha-Silva          | Gilad Bloom Amos Mansdorf Richard Matuszewski Marcos Ondruska   |
| 12 de octubre | Torneo de Tel Aviv Tel Aviv, Israel Series Mundiales 130,000$ Dura                             | Mike Bauer João Cunha-Silva' 6–3, 6–4         | Mark Koevermans Tobias Svantesson | Thomas Muster João Cunha-Silva          | Gilad Bloom Amos Mansdorf Richard Matuszewski Marcos Ondruska   |
| 12 de octubre | ATP Bolzano Bolzano, Italia Series Mundiales 270,000$ Moqueta                                  | Thomas Enqvist 6–2, 1–6, 7–6(9–7)             | Arnaud Boetsch                    | Olivier Delaître Andrei Cherkasov       | Paolo Canè Omar Camporese Andrei Medvedev Jonas Svensson        |
| 12 de octubre | ATP Bolzano Bolzano, Italia Series Mundiales 270,000$ Moqueta                                  | Anders Järryd Bent-Ove Pedersen 6–1, 6–7, 6–3 | Tom Nijssen Cyril Suk             | Olivier Delaître Andrei Cherkasov       | Paolo Canè Omar Camporese Andrei Medvedev Jonas Svensson        |
| 19 de octubre | Grand Prix de Tennis de Lyon Lyon, Francia Series Mundiales 550,000$ Moqueta                   | Pete Sampras 6–4, 6–2                         | Cédric Pioline                    | MaliVai Washington Richey Reneberg      | Markus Zoecke Karel Nováček Dave Randall Arnaud Boetsch         |
| 19 de octubre | Grand Prix de Tennis de Lyon Lyon, Francia Series Mundiales 550,000$ Moqueta                   | Jakob Hlasek Marc Rosset 6–1, 6–3             | Neil Broad Stefan Kruger          | MaliVai Washington Richey Reneberg      | Markus Zoecke Karel Nováček Dave Randall Arnaud Boetsch         |
| 19 de octubre | CA-TennisTrophy Viena, Austria ATP Championship Series 280,000$ Moqueta                        | Petr Korda 6–3, 6–2, 5–7, 6–1                 | Gianluca Pozzi                    | Jan Siemerink Andrei Chesnokov          | Alex Antonitsch Brad Gilbert David Prinosil Thomas Gollwitzer   |
| 19 de octubre | CA-TennisTrophy Viena, Austria ATP Championship Series 280,000$ Moqueta                        | Ronnie Båthman Anders Järryd 6–3, 7–5         | Kent Kinnear Udo Riglewski        | Jan Siemerink Andrei Chesnokov          | Alex Antonitsch Brad Gilbert David Prinosil Thomas Gollwitzer   |
| 19 de octubre | Pacific Cup International Taipei, Taiwán ATP Series Mundiales 270,000$ Moqueta                 | Jim Grabb 6–3, 6–3                            | Jamie Morgan                      | Patrik Kühnen Andrei Olhovskiy          | Gilad Bloom Brett Steven Diego Nargiso Kenneth Carlsen          |
| 19 de octubre | Pacific Cup International Taipei, Taiwán ATP Series Mundiales 270,000$ Moqueta                 | John Fitzgerald Sandon Stolle 7–6, 6–2        | Christo van Rensburg Patrick Baur | Patrik Kühnen Andrei Olhovskiy          | Gilad Bloom Brett Steven Diego Nargiso Kenneth Carlsen          |
| 26 de octubre | Abierto de Estocolmo Estocolmo, Suecia Series Mundiales ATP 1,040,000$ Moqueta                 | Goran Ivanišević 7–6(7–2), 4–6, 7–6(7–5), 6–2 | Guy Forget                        | Pete Sampras Stefan Edberg              | Henrik Holm Petr Korda Boris Becker Arnaud Boetsch              |
| 26 de octubre | Abierto de Estocolmo Estocolmo, Suecia Series Mundiales ATP 1,040,000$ Moqueta                 | Todd Woodbridge Mark Woodforde 6–4, 6–4       | Steve DeVries David Macpherson    | Pete Sampras Stefan Edberg              | Henrik Holm Petr Korda Boris Becker Arnaud Boetsch              |
| 26 de octubre | Guarujá, Brazil ATP World Series 130,000$ Dura                                                 | Carsten Arriens 7–6(7–5), 6–3                 | Àlex Corretja                     | Fernando Roese Javier Frana             | Jordi Arrese Alejo Mancisidor Lars Koslowski Martín Jaite       |
| 26 de octubre | Guarujá, Brazil ATP World Series 130,000$ Dura                                                 | Christer Allgårdh Carl Limberger 6–4, 6–3     | Diego Pérez Francisco Roig        | Fernando Roese Javier Frana             | Jordi Arrese Alejo Mancisidor Lars Koslowski Martín Jaite       |

### Noviembre
| Semana          | Torneo | Campeones                                                   | Finalistas                       | Semifinalistas                                                     | Cuartos de final                                                    |
| --------------- | --- | ----------------------------------------------------------- | -------------------------------- | ------------------------------------------------------------------ | ------------------------------------------------------------------- |
| 2 de noviembre  | Masters de París París, Francia ATP Championship Series de una semana 1,815,000$ Moqueta                   | Boris Becker 7–6(7–3), 6–3, 3–6, 6–3                        | Guy Forget                       | Goran Ivanišević Jakob Hlasek                                      | Jim Courier David Wheaton Stefan Edberg Henri Leconte               |
| 2 de noviembre  | Masters de París París, Francia ATP Championship Series de una semana 1,815,000$ Moqueta                   | John McEnroe Patrick McEnroe 7–6, 6–3                       | Patrick Galbraith Danie Visser   | Goran Ivanišević Jakob Hlasek                                      | Jim Courier David Wheaton Stefan Edberg Henri Leconte               |
| 2 de noviembre  | Kolynos Cup Búzios, Brasil Series Mundiales 155,000$ Tierra batida                                         | Jaime Oncins 6–3, 6–2                                       | Luis Herrera                     | Francisco Roig Cássio Motta                                        | Fernando Roese Martín Jaite Marcelo Filippini Alberto Mancini       |
| 2 de noviembre  | Kolynos Cup Búzios, Brasil Series Mundiales 155,000$ Tierra batida                                         | Maurice Ruah Mario Tabares 7–6, 6–7, 6–4                    | Mark Keil Tom Mercer             | Francisco Roig Cássio Motta                                        | Fernando Roese Martín Jaite Marcelo Filippini Alberto Mancini       |
| 9 de noviembre  | Banespa Open São Paulo, Brazil ATP Series Mundiales 235,000$ Dura                                          | Luiz Mattar 6–1, 6–4                                        | Jaime Oncins                     | Alberto Mancini Jaime Yzaga                                        | Fernando Roese Martín Jaite Chuck Adams Patrick Baur                |
| 9 de noviembre  | Banespa Open São Paulo, Brazil ATP Series Mundiales 235,000$ Dura                                          | Diego Pérez Francisco Roig 6–2, 7–6                         | Christer Allgårdh Carl Limberger | Alberto Mancini Jaime Yzaga                                        | Fernando Roese Martín Jaite Chuck Adams Patrick Baur                |
| 9 de noviembre  | Campeonato de la Comunidad Europea Antwerp, Bélgica ATP Series Mundiales 1,000,000$ Moqueta                | Richard Krajicek 6–2, 6–2                                   | Mark Woodforde                   | Jim Courier Michael Chang                                          | Guy Forget Petr Korda Magnus Larsson Michael Stich                  |
| 9 de noviembre  | Campeonato de la Comunidad Europea Antwerp, Bélgica ATP Series Mundiales 1,000,000$ Moqueta                | John Fitzgerald Anders Järryd 6–2, 6–2                      | Patrick McEnroe Jared Palmer     | Jim Courier Michael Chang                                          | Guy Forget Petr Korda Magnus Larsson Michael Stich                  |
| 9 de noviembre  | Copa Kremlin Moscú, Rusia Series Mundiales 315,000$ Moqueta                                                | Marc Rosset 6–2, 6–2                                        | Carl-Uwe Steeb                   | Cédric Pioline Jakob Hlasek                                        | Karel Nováček Andrei Cherkasov Andrei Medvedev Gilad Bloom          |
| 9 de noviembre  | Copa Kremlin Moscú, Rusia Series Mundiales 315,000$ Moqueta                                                | Marius Barnard John-Laffnie de Jager 6–4, 3–6, 7–6          | David Adams Andrei Olhovskiy     | Cédric Pioline Jakob Hlasek                                        | Karel Nováček Andrei Cherkasov Andrei Medvedev Gilad Bloom          |
| 16 de noviembre | Campeonato Mundial ATP Tour individual Frankfurt, Alemania ATP Tour World Championships 2,500,000$ Moqueta | Boris Becker 6–4, 6–3, 7–5                                  | Jim Courier                      | Goran Ivanišević Pete Sampras                                      | Round robin Richard Krajicek Michael Chang Stefan Edberg Petr Korda |
| 16 de noviembre | Campeonato Mundial ATP Tour de dobles Johannesburg, Suráfrica ATP Tour World Championships 1,000,000$ Dura | Todd Woodbridge Mark Woodforde 6–2, 7–6(7–4), 5–7, 3–6, 6–3 | John Fitzgerald Anders Järryd    | Mark Kratzmann / Wally Masur Sergio Casal / Emilio Sánchez Vicario | Mark Kratzmann / Wally Masur Sergio Casal / Emilio Sánchez Vicario  |
| 28 de noviembre | Copa Davis Final Fort Worth (Texas), EE. UU. Dura                                                          | Estados Unidos 3–1                                          | Suiza                            |                                                                    |                                                                     |

### Diciembre
| Semana         | Torneo                                                       | Campeones                   | Finalistas    | Semifinalistas                | Cuartos de final                                       |
| -------------- | ------------------------------------------------------------ | --------------------------- | ------------- | ----------------------------- | ------------------------------------------------------ |
| 7 de diciembre | Grand Slam Cup Múnich, Alemania Copa Grand Slam(ITF) Moqueta | Michael Stich 6–2, 6–3, 6–2 | Michael Chang | Pete Sampras Goran Ivanišević | Richard Krajicek Henri Leconte John McEnroe Petr Korda |